# If I Could Turn Back Time
Singles de Cher
After All
(1989) Just Like Jesse James
(1989)
Pistes de Heart of Stone
Just Like Jesse James
If I Could Turn Back Time est une chanson de l'artiste américaine Cher, issue de son vingtième album, Heart of Stone et sortie en single le 1er juin 1989 sous le label Geffen Records.

## Classement par pays
| Classement (1989)               | Meilleure position |
| ------------------------------- | ------------------ |
| Allemagne (Media Control AG)    | 16                 |
| Australie (ARIA)                | 1                  |
| Autriche (Ö3 Austria Top 40)    | 14                 |
| Canada (RPM)                    | 2                  |
| Irlande (IRMA)                  | 6                  |
| Nouvelle-Zélande (RMNZ)         | 3                  |
| Pays-Bas (Nederlandse Top 40)   | 6                  |
| Royaume-Uni (UK Singles Chart)  | 6                  |
| Suède (Sverigetopplistan)       | 11                 |
| États-Unis (Hot 100)            | 3                  |
| États-Unis (Adult Contemporary) | 1                  |

## Utilisation
La chanson est présente sur la bande originale du film Deadpool 2 (2018).